# Acokanthera rotundata
Acokanthera rotundata, otrovni zimzeleni grm ili manje drvo iz porodice Apocynaceae ili zimzelenovki koje može narasti preko 5 metara visine. Domovina mu je Južnoafrička Republika, Zimbabve i Esvatini.
Svi dijelovi drveta su jako otrovni osim ploda koji je jestiv, iako je gorak